# Chiesa del Rosario (Orosei)
La chiesa del Rosario è un edificio religioso situato ad Orosei, centro abitato della Sardegna centro-orientale. 
Edificata nel XVII secolo, è consacrata al culto cattolico e fa parte della parrocchia di San Giacomo Maggiore, diocesi di Nuoro.
La chiesa conserva due pregevoli statue lignee risalenti al XVIII secolo raffiguranti il bambino Gesù e la Vergine Maria Assunta.

## Galleria d'immagini

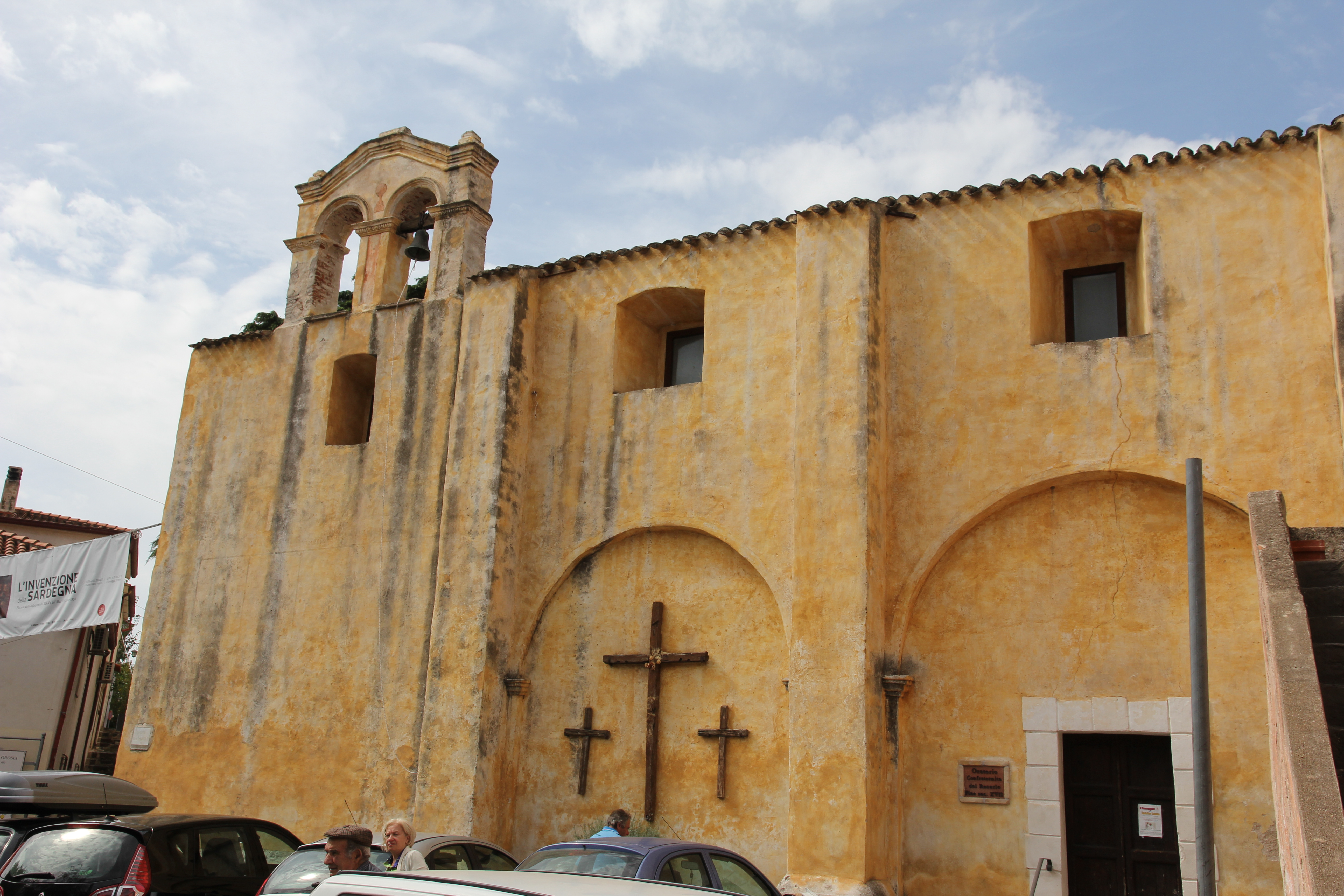
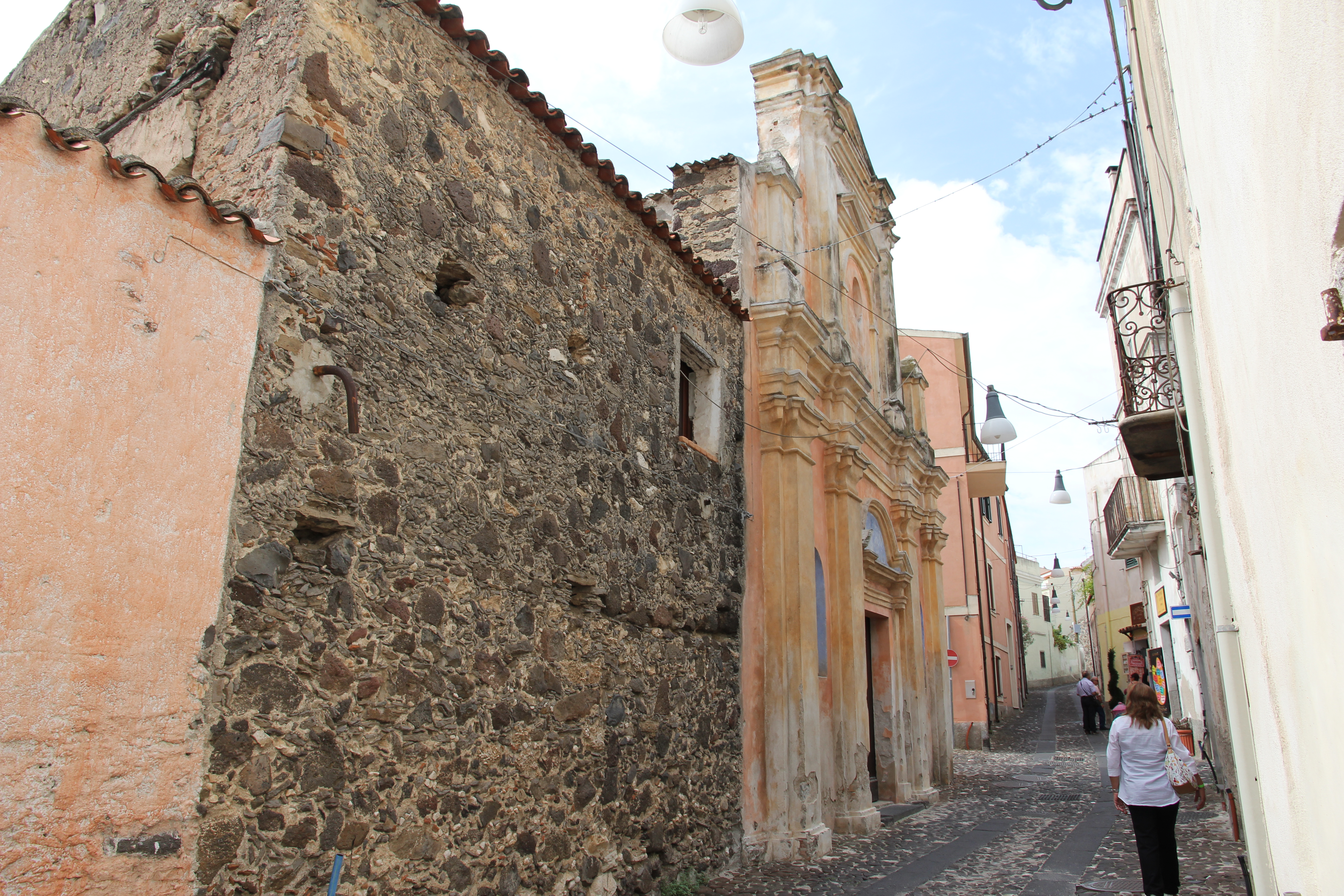
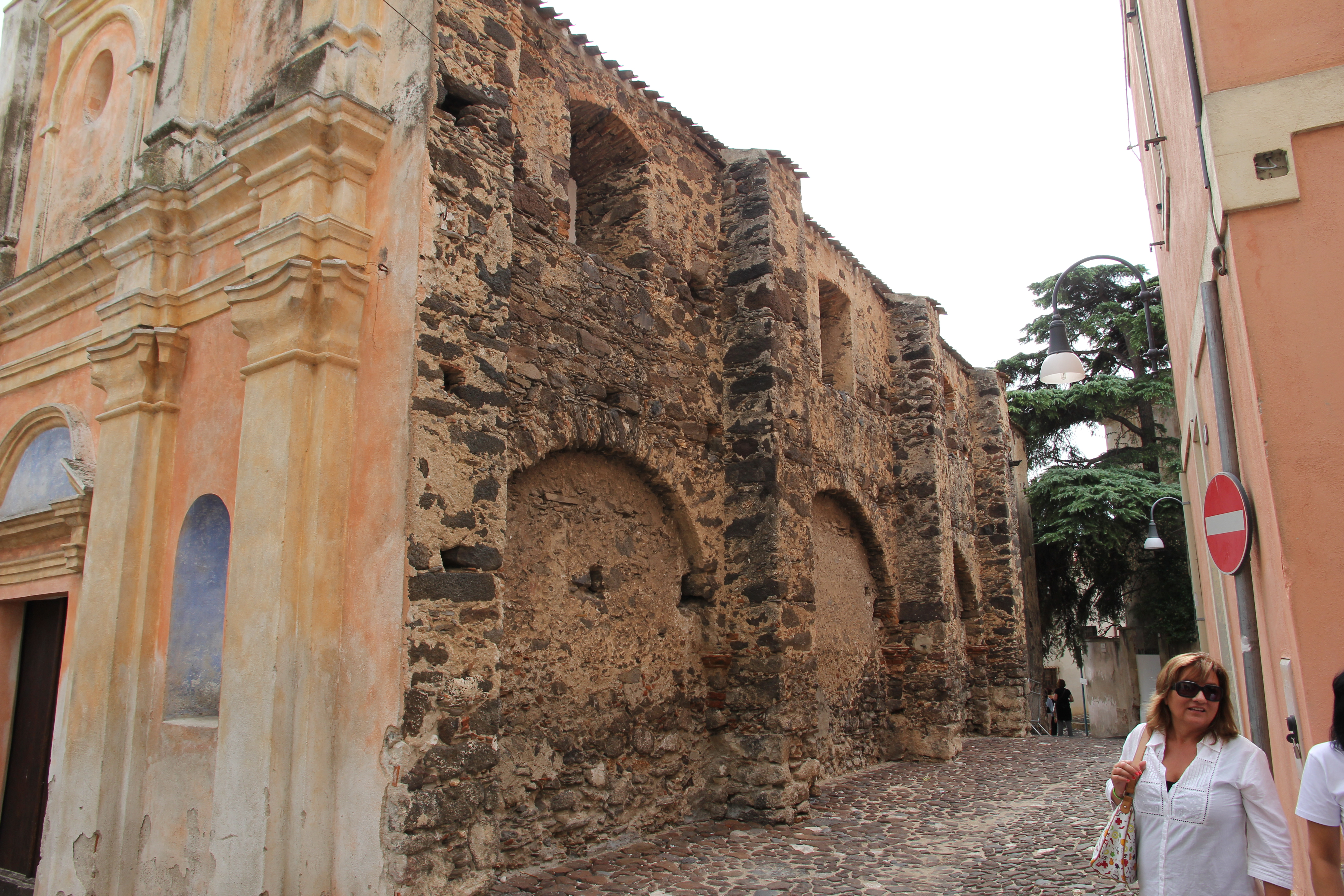
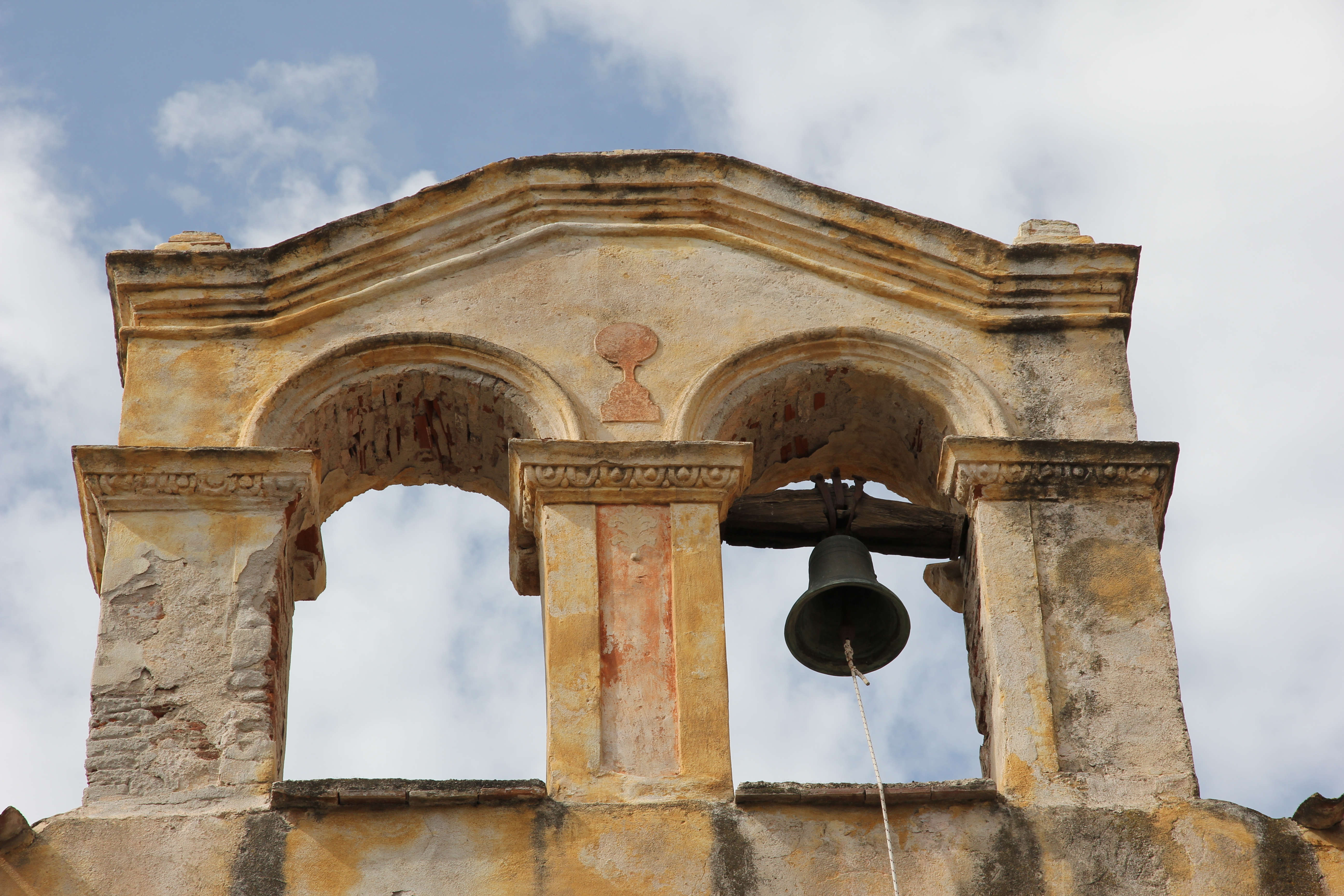